# ФЕНА
ФЕНА (Федерална новинска агенција) је новинска агенција Федерације Босне и Херцеговине. 

## Историја
Основана је уредбом Владе Федерације Босне и Херцеговине 2000. године ради обављања новинско-агенцијских послова за Федерацију Босне и Херцеговине. Седиште агенције је у Сарајеву.
Настала је спајањем дотадашњих агенција у БХ прес и Хабен. ФЕНА је чланица Европског савеза новинских агенција (EANA), организације која окупља све водеће агенције у Европи. Такође, чланица је Асоцијације балканских новинских агенција (ABNA).